# John Cryan
John Michael Cryan, né le 16 décembre 1960 à Sunderland au Royaume-Uni, est un homme d'affaires britannique. 

## Biographie
John Michael Cryan naît dans une ville portuaire britannique, à Sunderland. 
Après des études à l'Université de Cambridge, il commence sa carrière au sein du cabinet Arthur Andersen en 1982, avant de rejoindre la banque d'investissement SG Warburg en 1987. Il accède à la tête des opérations de l'antenne de Munich de la banque entre 1990 et 1992,. Il parle couramment allemand.
Avec la reprise de SG Warburg par UBS en 1995, il reste dans le giron du groupe et évolue au sein des bureaux de Londres d'UBS entre 1995 et 2008.
En pleine crise des subprimes, il est nommé pour prendre la direction financière d'UBS à Zurich, alors en position difficile et nécessitant une aide financière de l'État. Il accède à la même occasion au comité exécutif du Groupe. Après avoir été nommé président-directeur général des activités Europe Afrique Moyen-Orient d'UBS en 2010, il quitte le groupe en 2011;
En janvier 2012, il prend la direction des opérations Europe de Temasek, l'un des fonds souverains de Singapour. Là-bas, il est chargé de la supervision des portefeuilles Afrique et Europe du fonds jusqu'en 2014, date à laquelle il prend un certain recul sur ces activités en devenant directeur du comité consultatif de Temasek,.
Après avoir rejoint le conseil de surveillance de la Deutsche Bank en 2013, il est nommé co-directeur général de la banque en juillet 2015 aux côtés de Jürgen Fitschen, avant de passer seul directeur général au mois de mars 2016. À son arrivée à la direction de la Deutsche Bank, il impulse une réduction des activités à risque de la banque, menant à une importante réduction d'effectifs et d'agences de sa banque d'investissement. 
En avril 2018 il quitte Deutsche Bank remplacé par Christian Sewing. Il perçoit une indemnité de départ de 10,9 millions d’euros.

### Autres mandats
- Membre du Conseil d'administration de Man Group
- Membre du Conseil d'administration de ST Asset Management
- Membre du Conseil d'administration de Tana Africa Capital
- Membre du comité consultatif de Temasek[2]